# Carbis Bay
Carbis Bay (in cornico: Porth reb Tor, che significa baia vicino all'eminenza) è una stazione balneare e un villaggio (nome derivato dal cornico: Karrbons, che significa strada rialzata) in Cornovaglia, nell'estremo sud-ovest della Gran Bretagna. Si trova a 1,6 km a sud-est di St Ives, sulla costa occidentale della baia di St Ives, sulla costa atlantica. Il South West Coast Path passa sopra la spiaggia.
Carbis Bay ha ospitato il 47° vertice del G7 dall'11 al 13 giugno 2021.

## Geografia
Carbis Bay è quasi contigua alla città di St Ives e fa parte della sua parrocchia civile (parte dell'area servita dal consiglio comunale di St Ives), che comprende St Ives, Carbis Bay, Lelant e Halsetown. Il censimento del 2001 ha confermato una popolazione complessiva di Carbis Bay e Lelant di 3 482 abitanti. Lelant, una città più antica a circa 1,6 km a sud-est, Carbis Bay e St Ives sono collegate dalla strada A3074 che si unisce alla A30 a Rose-an-Grouse. La stazione di Carbis Bay, sopra la spiaggia, è una delle cinque stazioni della ferrovia St Erth-St Ives che si unisce alla linea principale alla stazione di St Erth, che è anche a Rose-an-Grouse. La stazione di St Erth è lo svincolo della linea principale per Londra Paddington.
Carbis Bay si affaccia sulla piccola baia con lo stesso nome (parte della Baia di St Ives) che è delimitata a nord da Porthminster Point ea est da Hawk's Point ed è sede di una famosa spiaggia per famiglie. Hawk's Point si trova nell'estuario dell'Hayle e nel sito di interesse scientifico speciale di Carrack Gladden (SSSI) e, in epoca vittoriana, era noto a livello locale per i suoi luoghi per la navigazione da diporto. Il giardino aveva una sala da tè, una grotta ed era un luogo per le gite della scuola domenicale, i galà della Band of Hope, ecc.. Nel 1880, il proprietario, William Payne, dichiarò in un annuncio pubblicitario che era "il più grande stabilimento del suo genere in Occidente".

## Estrazione
La miniera di Wheal Providence a Carbis Bay è la località di un minerale raro, Connellite.

## Strutture notevoli
La chiesa parrocchiale, dedicata a Sant'Anta ea tutti i santi, custodisce un carillon di dieci campane. È stato il carillon più grande di una chiesa parrocchiale della Cornovaglia fino a quando le campane di St Keverne non sono state portate a dieci nel 2001.
Il Carbis Bay Hotel sul lungomare è stato costruito nel 1894 da Lein, allora uno degli architetti più importanti della Cornovaglia. Dietro il villaggio si trova il monumento Knill, conosciuto localmente come 'The Steeple', un monumento alto 15 m dedicato a John Knill, sindaco della vicina città di St Ives nel XVIII secolo.

## Trasporti
Carbis Bay è collegata alla rete ferroviaria nazionale dalla diramazione da St Erth a St Ives. St Erth si trova sulla linea principale della Cornovaglia che collega Londra Paddington a Penzance. Gli autobus effettuano anche corse da e per Londra e St Erth con il servizio National Express (Londra/Penzance). Gli autobus locali da e per St Ives / St Erth / Hayle / Penzance / Helston e altre aree sono in funzione. I servizi di viaggio notturno includono un treno notturno che attraversa St Erth da e per Paddington e Penzance. Un autobus notturno via Londra Heathrow (arrivo 5:30) e Londra Victoria (arrivo 6:30) ferma a Carbis Bay e West Cornwall.

## Scuole
La St Uny Primary School, una scuola della Chiesa d'Inghilterra controllata dalla diocesi di Truro, si trova a Carbis Bay.

## Vertice del G7
Nel gennaio 2021, è stato annunciato che Carbis Bay sarebbe stata la sede del vertice del G7 di quell'anno a giugno.